# Lemna tenera
Lemna tenera är en kallaväxtart som beskrevs av Wilhelm Sulpiz Kurz. Lemna tenera ingår i släktet andmatssläktet, och familjen kallaväxter. Inga underarter finns listade.